# Strafgesetzbuch (Türkei)
Das türkische Strafgesetzbuch (türkisch Türk Ceza Kanunu; Abkürzung TCK, im deutschsprachigen Raum auch tStGB) regelt in der Türkei die Kernmaterie des Strafrechts. 
Es wurde mehrfach von Silvia Tellenbach ins Deutsche übersetzt, zuletzt 2021.

## Geschichte
Das erste Strafgesetzbuch der am 29. Oktober 1923 ausgerufenen Republik war das Gesetz Nr. 765 vom 1. März 1926, das auf das als „besonders modern und gelungen“ angesehene italienische Strafgesetzbuch von 1889 („Codice Zanardelli“) zurückging und an Stelle des aus dem Französischen (Code pénal impérial von 1810) übersetzten und modifizierten osmanischen Strafgesetzbuches von 1858 trat. Zu den bei der Erstellung des Gesetzes gemachten Anpassungen zählten dabei u. a. die Aufnahme der Todesstrafe oder die Übernahme der Sexualdelikte aus dem osmanischen StGB, womit etwa Homosexualität oder Prostitution nicht strafbar waren. Die in Italien unter der Diktatur Mussolinis 1930 durchgeführte Strafrechtsreform (siehe Codice Rocco) wurde in das türkische Strafgesetzbuch übernommen.
In Anbetracht eines möglichen EU-Beitritts und mit der damit verbundenen Aufnahme von Beitrittsverhandlungen verstärkten sich die Bemühungen zur Durchführung einer großen Strafrechtsreform. Das neue Strafgesetzbuch mit der Nummer 5237 wurde am 26. September 2004 von der Großen Nationalversammlung der Türkei verabschiedet und sollte zunächst am 1. April 2005 in Kraft treten. Auf Grund von erneuten Diskussionen um das Gesetz wurde das Datum des Inkrafttretens mit entsprechenden Änderungen (u. a. Art. 344 tStGB) durch das Gesetz Nr. 5328 vom 31. März 2005 auf den 1. Juni 2005 verschoben.

### Kommentare
- Mehmet Emin Artuk, Ahmet Gökcen, Ahmet Caner Yenidünya: TCK Şerhi. 1. Auflage. Ankara 2009, ISBN 978-9944-265-89-8.
- Veli Özer Özbek: TCK İzmir Şerhi (Izmir-Kommentar). 2. Auflage. Ankara 2005.
- İzzet Özgenç: Türk Ceza Kanunu Gazi Şerhi (Gazi-Kommentar). 2. Auflage. Ankara 2005.

### Fachbücher
Allgemeiner Teil
- Mehmet Emin Artuk, Ahmet Gökcen, Ahmet Caner Yenidünya: Ceza Hukuku Genel Hükümler. 3. Auflage. Ankara 2007, ISBN 975-6194-62-6.
- Timur Demirbaş: Ceza Hukuku Genel Hükümler. 5. Auflage. Ankara 2007, ISBN 978-975-02-0615-3.
- Hakan Hakeri: Ceza Hukuku Genel Hükümler. 7. Auflage. Ankara 2008, ISBN 978-975-02-0840-9.
- İzzet Özgenç: Türk Ceza Hukuku Genel Hükümler. 3. Auflage. Ankara 2008, ISBN 978-975-02-0822-5.

Besonderer Teil
- Mehmet Emin Artuk, Ahmet Gökcen, Ahmet Caner Yenidünya: Ceza Hukuku Özel Hükümler. 9. Auflage. Turhan Kitabevi, Ankara 2008, ISBN 975-6486-54-6.
- Doğan Soyaslan: Ceza Hukuku Özel Hükümler. 5. Auflage. Ankara 2005, ISBN 975-464-234-6.
- Durmuş Tezcan, Mustafa Ruhan Erdem, Rıfat Murat Önok: Teorik ve Pratik Ceza Özel Hukuku. 6. Auflage. Ankara 2008, ISBN 978-975-02-0853-9.